# Сахаров, Николай Николаевич
Николай Николаевич Сахаров (21 мая (3 июня) 1869, Кострома — 31 марта 1951, Париж) — священнослужитель Западноевропейского экзархата русских приходов Константинопольского патриархата, протопресвитер, настоятель Александро-Невского собора в Париже.

## Биография
Родился 21 мая (3 июня) 1869 в Костроме в семье священника. Окончил Костромскую духовную семинарию и Санкт-Петербургскую духовную академию в 1893 году.
Был назначен псаломщиком в Штутгарт, при этом слушал в Тюбингенском университете лекции по богословию и истории Церкви (1895—1896). Затем переведён в Берлин.
В 1898 году посвящён в сан иерея и назначен клириком посольской церкви в Берлине. Был помощником протоиерея Алексия Мальцева в деле перевода и издания православных богослужебных текстов на немецком языке.
В 1913 году возведён в сан протоиерея и переведён на должность второго священника Парижского храма Александра Невского.
В 1921 году был рекомендован для участия в Русском Зарубежном Церковном Соборе в Сремских Карловцах в Югославии.
В 1922 году становится основателнм и председателем Парижского религиозно-философского кружка. Член Епархиального совета в Париже при митрополите Евлогии (Георгиевском). Один из основателей Русской гимназии в Париже.
В 1925—1930 годы — духовник братства святого Фотия.
В 1927—1940 годы — редактор журнала «Церковный Вестник».
С 1934 года — настоятель Александро-Невского собора в Париже. В 1943 году возведён в сан протопресвитера.
В 1945—1951 годы — председатель общества памяти святого Иоанна Кронштадтского.
Автор многочисленных статей о православии и его взаимоотношении с католичеством.
Скончался 31 марта 1951 году в Париже. Похоронен на кладбище Сент-Женевьев-де-Буа под Парижем.

## Книги
- Очерки христианского вероучения. — Париж, 1921. 130 с.
- Христианская вера и христианская жизнь. — Париж, 1929.
- Православие и католичество. — Париж, 1926. 48 с.